# Sončev mrk 17. februarja 2026
17. februarja 2026 se bo zgodil kolobarjasti sončev mrk. Sončev mrk nastane, ko Luna prečka črto med Zemljo in Soncem delno ali popolno za opazovalca na Zemlji. Kolobarjasti sončev mrk se zgodi, ko je Lunin navidezni premer za opazovalca na Zemlji manjši kot Sončev, tako zastre ne zastre vse svetlobe, Sonce pa izgleda kot kolobar (prstan). Kolobarjasti mrk se pojavi kot delni čez področja na Zemlji, ki so široka več tisoč kilometrov.

## Slike
Animirana pot

## Povezani mrki

### Sončevi mrki 2026–2029
Ta mrk je del semestrskih serij. Mrk v ciklu Sončevih mrkov se ponovi na približno vsakih 177 dni in 4 ur (en semester) na izmeničnih vozlih Luninega tira.
| Dvižni vozel                                                                                        | Dvižni vozel                  |     | Padni vozel             | Padni vozel |
| 121                                                                                                 | 17. februar 2026 Kolobarjasti | 126 | 12. avgust 2026 Popolni |             |
| 131                                                                                                 | 6. februar 2027 Kolobarjasti  | 136 | 2. avgust 2027 Popolni  |             |
| 141                                                                                                 | 26. januar 2028 Kolobarjasti  | 146 | 22. julij 2028 Popolni  |             |
| 151                                                                                                 | 14. januar 2029 Delni         | 156 | 11. julij 2029 Delni    |             |
| Delna sončeva mrka 12. junija 2029 in 5. decembra 2029 se bosta zgodila v naslednjem lunarnem letu. |                               |     |                         |             |

### 121. saros
121. sončev saros, ki ponovi mrke na vsakih 18 let, 11 dni in 8 ur, vsebuje 71 mrkov. Niz se je začel z delnim sončevim mrkom 25. aprila 944. Vsebuje popolne mrke od 10. julija 1070 do 9. oktobra 1809. Vsebuje hibridna mrka na 20. oktober 1827 in 30. oktober 1845. Vsebuje tudi kolobarjaste mrke od 11. novembra 1863 do 28. februarja 2044. Niz se konča z 71. članov, ki bo delni mrk 7. junija 2206. Najdaljši popolni mrk se je zgodil 21. junija 1629, saj je trajal kar 6 minut in 20 sekund. Najdaljši kolobarjasti mrk se bo zgodil 28. februarja 2044, saj bo trajal 2 minuti in 27 sekund.
| Člani niza od 49 do 65 med 1801 in 2100: | Člani niza od 49 do 65 med 1801 in 2100: | Člani niza od 49 do 65 med 1801 in 2100: |
| 49                                       | 50                                       | 51                                       |
| ---------------------------------------- | ---------------------------------------- | ---------------------------------------- |
| 9. oktober 1809                          | 20. oktober 1827                         | 30. oktober 1845                         |
| 52                                       | 53                                       | 54                                       |
| 11. november 1863                        | 21. november 1881                        | 3. december 1899                         |
| 55                                       | 56                                       | 57                                       |
| 14. december 1917                        | 25. december 1935                        | 5. januar 1954                           |
| 58                                       | 59                                       | 60                                       |
| 16. januar 1972                          | 26. januar 1990                          | 7. februar 2008                          |
| 61                                       | 62                                       | 63                                       |
| 17. februar 2026                         | 28. februar 2044                         | 11. marec 2062                           |
| 64                                       | 65                                       |                                          |
| 21. marec 2080                           | 1. april 2098                            |                                          |

### Metonov niz
Metonov niz ponovi mrke na vsakih 19 let (6939,69 dni). Traja približno 5 ciklov. Mrki se zgodijo v skoraj enakem koledarskem datumu. Oktonski podnizi se ponovijo na 1/5 časa trajanja Metonovega cikla, oziroma na vsakih 3,8 let (1387,94 dni).
```
Vsi mrki v tej tabeli se zgodijo na Luninem dvižnem vozlu.
```

| 21 mrkov, od juga proti severu, med 13. julijem 2018 in 12. julijem 2094 | 21 mrkov, od juga proti severu, med 13. julijem 2018 in 12. julijem 2094 | 21 mrkov, od juga proti severu, med 13. julijem 2018 in 12. julijem 2094 | 21 mrkov, od juga proti severu, med 13. julijem 2018 in 12. julijem 2094 | 21 mrkov, od juga proti severu, med 13. julijem 2018 in 12. julijem 2094 |
| 12.–13. julij                                                            | 30. april-1. maj                                                         | 16.–17. februar                                                          | 5.–6. december                                                           | 22.–23. september                                                        |
| 117                                                                      | 119                                                                      | 121                                                                      | 123                                                                      | 125                                                                      |
| ------------------------------------------------------------------------ | ------------------------------------------------------------------------ | ------------------------------------------------------------------------ | ------------------------------------------------------------------------ | ------------------------------------------------------------------------ |
| 13. julij 2018                                                           | 30. april 2022                                                           | 17. februar 2026                                                         | 5. december 2029                                                         | 23. september 2033                                                       |
| 127                                                                      | 129                                                                      | 131                                                                      | 133                                                                      | 135                                                                      |
| 13. julij 2037                                                           | 30. april 2041                                                           | 16. februar 2045                                                         | 5. december 2048                                                         | 22. september 2052                                                       |
| 137                                                                      | 139                                                                      | 141                                                                      | 143                                                                      | 145                                                                      |
| 12. julij 2056                                                           | 30. april 2060                                                           | 17. februar 2064                                                         | 6. december 2067                                                         | 23. september 2071                                                       |
| 147                                                                      | 149                                                                      | 151                                                                      | 153                                                                      | 155                                                                      |
| 13. julij 2075                                                           | 1. maj 2079                                                              | 16. februar 2083                                                         | 6. december 2086                                                         | 23. september 2090                                                       |
| 157                                                                      |                                                                          |                                                                          |                                                                          |                                                                          |
| 12. julij 2094                                                           |                                                                          |                                                                          |                                                                          |                                                                          |